# Dicranomyia boniniana
Dicranomyia boniniana là một loài ruồi trong họ Limoniidae. Chúng phân bố ở miền Australasia.